# Faouzi Mubarak Aaish
Faouzi Mubarak Aaish (Casablanca, 27 febbraio 1985) è un ex calciatore marocchino naturalizzato bahreinita, di ruolo centrocampista.

## Carriera

### Club

#### Al-Muharraq e Al Sailiya
Nel 2002 entra nella rosa dell'Al-Muharraq. Nella stagione 2002-03 colleziona 3 presenze in campionato. Nella stagione seguente disputa otto incontri e la squadra vince il campionato del Bahrain con un mese d'anticipo e senza perdere alcun incontro. Nel torneo 04-05 la formazione di Al Muharraq giunge dietro all'Al-Riffa Sports Club che vince il torneo per quattro punti. Nel 2005 la squadra vince la Bahraini King's Cup. In questa stagione Aaish colleziona 21 presenze. Nel campionato 2005-2006 la squadra vince il titolo battendo in volata l'Al-Ahli Club of Manama di un solo punto. Aaish gioca 19 incontri di campionato realizzando una marcatura. Aaish vince anche Bahraini Crown Prince Cup e Bahraini Super Cup. L'Al-Muharraq Sports Club vince anche il campionato successivo con 12 punti sulla seconda in classifica. Mubarak Aaish gioca in 23 occasioni siglando 3 reti. La squadra vince nuovamente la Bahraini Crown Prince Cup. Nella stagione 2007-08 i lupi rossi vincono con un mese di anticipo il terzo titolo consecutivo. Inoltre arrivano i trofei Bahraini King's Cup e Bahraini Crown Prince Cup. Aaish segna 3 reti in 23 partite nella stagione 07-08 e segna 2 goal in 30 partite nel torneo 2008-09, vinto ancora dall'Al-Muharraq che batte altre tre squadre nelle ultime giornate di campionato. L'Al-Muharraq vince nuovamente sia Bahraini Crown Prince Cup che Bahraini King's Cup.
Nel 2009 Aaish si trasferisce all'Al-Sailiya Sport Club squadra qatariota, che milita in Qatar Stars League. Nella prima stagione Aaish gioca 18 incontri e realizzando una marcatura. Questo non basta a risollevare la squadra dalla zona retrocessione, e a fine campionato la formazione giunge al penultimo posto in classifica. Nella seconda stagione la squadra giunge all'ultimo posto e dopo aver perso lo spareggio salvezza con la penultima in classifica l'Al-Ahly Doha Sports Club (che era giunta a pari punti con l'Al-Sailiya) viene retrocessa in seconda divisione. Aaish colleziona 16 presenze e tre reti nella stagione 10-11.

### Nazionale
Dal 2006 nella Nazionale bahreinita a finora giocato 44 partite internazionali segnando sei reti. Ha partecipato inoltre alla Coppa d'Asia 2007 e alla Coppa d'Asia 2011.

## Palmarès

### Club

#### Competizioni nazionali
- Campionato di calcio del Bahrain: 5

Al-Muharraq: 2004, 2006, 2007, 2008, 2009
- Bahraini King's Cup: 3

Al-Muharraq: 2005, 2008, 2009
- Bahraini Crown Prince Cup: 4

Al-Muharraq: 2006, 2007, 2008, 2009
- Bahraini Super Cup: 1

Al-Muharraq: 2006

#### Competizioni internazionali
- AFC Cup: 1

Al-Muharraq: 2008